# 中心 (阿拉斯加州)
中心（英語：Central）是位於美國阿拉斯加州育空-科尤庫克人口普查區的一個人口普查指定地區。根據2010年美國人口普查，該地共人口96人，而該地的面積約為646.10平方千米。

## 地理
中心的座標為65°32′00″N 144°41′44″W / 65.53333°N 144.69556°W，而該地的平均海拔高度為287米（即942英尺）。